# برایتنبرون (شوابن)
برایتنبرون (به آلمانی: Breitenbrunn) یک شهر در آلمان است که در اونترالگوی واقع شده‌است.

## خواهرخوانده
شهر Plouigneau خواهرخواندهٔ برایتنبرون (شوابن) هست.